# Flamanville (Mancha)
 Flamanville  es una población y comuna francesa, situada en la región de Baja Normandía, departamento de Mancha, en el distrito de Cherbourg-Octeville y cantón de Les Pieux.

## Central nuclear de Flamanville (Manche)
En la localidad se encuentra una central nuclear con dos reactores en activo más un tercero en construcción. Está previsto que el tercer reactor, del nuevo diseño EPR, sea finalizado en el 2012.
El jueves 9 de febrero de 2017 se produjo una explosión que dejó cinco intoxicados leves por humo. La explosión no tuvo riesgo radiológico según las autoridades francesas por lo que no debe calificarse como accidente nuclear. Uno de los reactores de la central fue desconectado de la red para evitar cualquier riesgo de carácter eléctrico.

## Demografía
| 1541 | 1396 | 1194 | 1602 | 1781 | 1683 |
| Para los censos de 1962 a 1999 la población legal corresponde a la población sin duplicidades (Fuente: INSEE [Consultar]) |      |      |      |      |      |